# Santa Gadea del Cid
Santa Gadea del Cid est une commune d'Espagne, située dans la comarque de l'Èbre, dans la communauté autonome de Castille-et-León, province de Burgos. Elle s'étend sur 28,98 km2 et comptait environ 161 habitants en 2011.